# Anthomyza bellatrix
Anthomyza bellatrix is een vliegensoort uit de familie van de Anthomyzidae. De wetenschappelijke naam van de soort werd voor het eerst geldig gepubliceerd in 1984 door Rohacek.